# Marie Takvam
Marie Takvam (Ørsta, 6 de desembre de 1926-Lier, 28 de gener de 2008) fou una escriptora, poeta i actriu noruega que treballà sobretot en els gèneres de la novel·la i poesia; una de les seues primeres publicacions fou la col·lecció Dåp under sju stjerner el 1952. Fou una de les poetes més destacades de les dècades de 1940 i 1950 al costat d'Astrid Hjertenaes, Magli Elster i Astrid Tollefsen. El 1983 rebé el Premi Dobloug de l'Acadèmia Sueca.

## Obres
- Dåp under sju stjerner – poesia, 1952
- Syngjande kjelder – poesia, 1954
- Signal – poesia, 1959
- Marie og katten i Venezia – literatura infantil, 1960
- Merke etter liv – poesia, 1962
- Mosaikk i lys – poesia, 1965
- Idun – drama, 1967
- Brød og tran – poesia, 1969
- Auger, hender – poesia, 1975
- Dansaren – novel·la, 1975
- Poesia i utval – 1976
- Falli og reise seg att – poesia, 1980
- Brevet frå Alexandra – novel·la, 1981
- Eg har røter i jord – selecció de poemes, 1981
- Aldrande drabantby – poesia, 1987
- Rognebær – poesia, 1990
- Dikt i samling – 1997

## Participació en teatre
- Fjellet – radioteatre, NRK, 1957
- Idun – obra en tres actes, 1967